# Peter Glemser
Peter Glemser (nascido em 12 de dezembro de 1940) é um ex-ciclista alemão que competiu no ciclismo nos Jogos Olímpicos de Verão de 1964, pela equipe Alemã Unida. Venceu o campeonato alemão de ciclismo em estrada, em 1969.